# Blondelia obconica
Blondelia obconica är en tvåvingeart som först beskrevs av Walker 1853.  Blondelia obconica ingår i släktet Blondelia och familjen parasitflugor. Inga underarter finns listade i Catalogue of Life.